# Casas del Monte
Casas del Monte è un comune spagnolo di 912 abitanti situato nella comunità autonoma dell'Estremadura.